# Zalesie (gmina Bełżyce)
Zalesie (do 1922 Egiersdorf) – wieś w Polsce położona w województwie lubelskim, w powiecie lubelskim, w gminie Bełżyce. Przez Zalesie przepływa rzeka Zalesianka.
Wieś stanowi sołectwo gminy Bełżyce. Według Narodowego Spisu Powszechnego z roku 2011 wieś liczyła 129 mieszkańców.
Wierni Kościoła rzymskokatolickiego należą do parafii Nawrócenia św. Pawła Apostoła w Bełżycach.

## Historia
Przed II wojną światową
Wieś utworzona przez osadników niemieckich istniała pod nazwą Egersdorf oraz Egiersdorf. W drugiej połowie maja 1915 r. ministerstwo spraw wewnętrznych nadało wsi, staraniem samych włościan oraz redakcji „Ziemi Lubelskiej”, nazwę Mikołajów. Miało to nawiązywać do imienia cara Mikołaja II Romanowa, a tym samym zerwać z przeszłością osadnictwa kolonistów niemieckich. W 1924 roku postawiono tu (obecnie zabytkowy) wodny młyn drewniano-murowany, który został następnie zamieniony w elektryczny. Od początku wchodziła w skład parafii Bełżyce.
II wojna światowa i II połowa XX wieku
W czasie okupacji hitlerowskiej powstała tu placówka BCh, której komendantem był Stanisław Król. W 1944 r. we wsi powstała drużyna AK dowodzoną przez Stanisława Króla.
W latach 60. XX wieku wybudowano tu bazę pomocniczo-składową GS w Bełżycach, nową remizę OSP oraz szkołę tzw. tysiąclatkę. Zlikwidowano ją w latach 90. XX wieku ze względu na brak dzieci. Podczas reformy gminnej w latach 1954–1972, gdy gromady były podstawową jednostką administracyjną, cały ten czas stanowiła sołectwo gromady Krężnica Okrągła. W latach 1975–1998 miejscowość należała administracyjnie do województwa lubelskiego.
W latach 90. XX wieku wieś została stelefonizowana, doprowadzono do niej wodociąg i wybudowano przez nią drogę o nawierzchni bitumicznej.
XXI wiek
W roku 2002 Zalesie miało 48 gospodarstw domowych i 142 mieszkańców, a sołtysem wsi był Edward Skamrat. Obecnie (2023) sołtysem Zalesia jest Michał Nowak.

## Demografia[18]
Liczba mieszkańców Zalesia ma tendencję spadkową.
| 1998 | 2002 | 2009 | 2011 | 2021 |
| ---- | ---- | ---- | ---- | ---- |
| 144  | 142  | 141  | 129  | 123  |

## Oświata
W latach 1920–1997 w Zalesiu funkcjonowała szkoła podstawowa.
W 1920 roku w Zalesiu powstała 4-klasowa Szkoła Podstawowa, korzystająca z prywatnego, wynajętego budynku i funkcjonowała do rozpoczęcia II wojny światowej. W roku 1945 szkoła została placówką 7-klasową, a następnie 6-klasową. W latach 60. mieszkańcy wybudowali budynek szkolny w ramach akcji “1000 szkół na Tysiąclecie Państwa Polskiego”.
1 września 1994 roku Kuratorium Oświaty w Lublinie przekształciło placówkę na filię Szkoły Podstawowej nr 2 w Bełżycach. Ponieważ liczba dzieci w wieku szkolnym we wsi drastycznie spadała (w 6-klasowej szkole było wówczas 16 dzieci), Rada Miasta i Gminy w Bełżycach zlikwidowała placówkę szkolną w Zalesiu z dniem 1 września 1997 roku. Budynek szkolny został sprzedany.

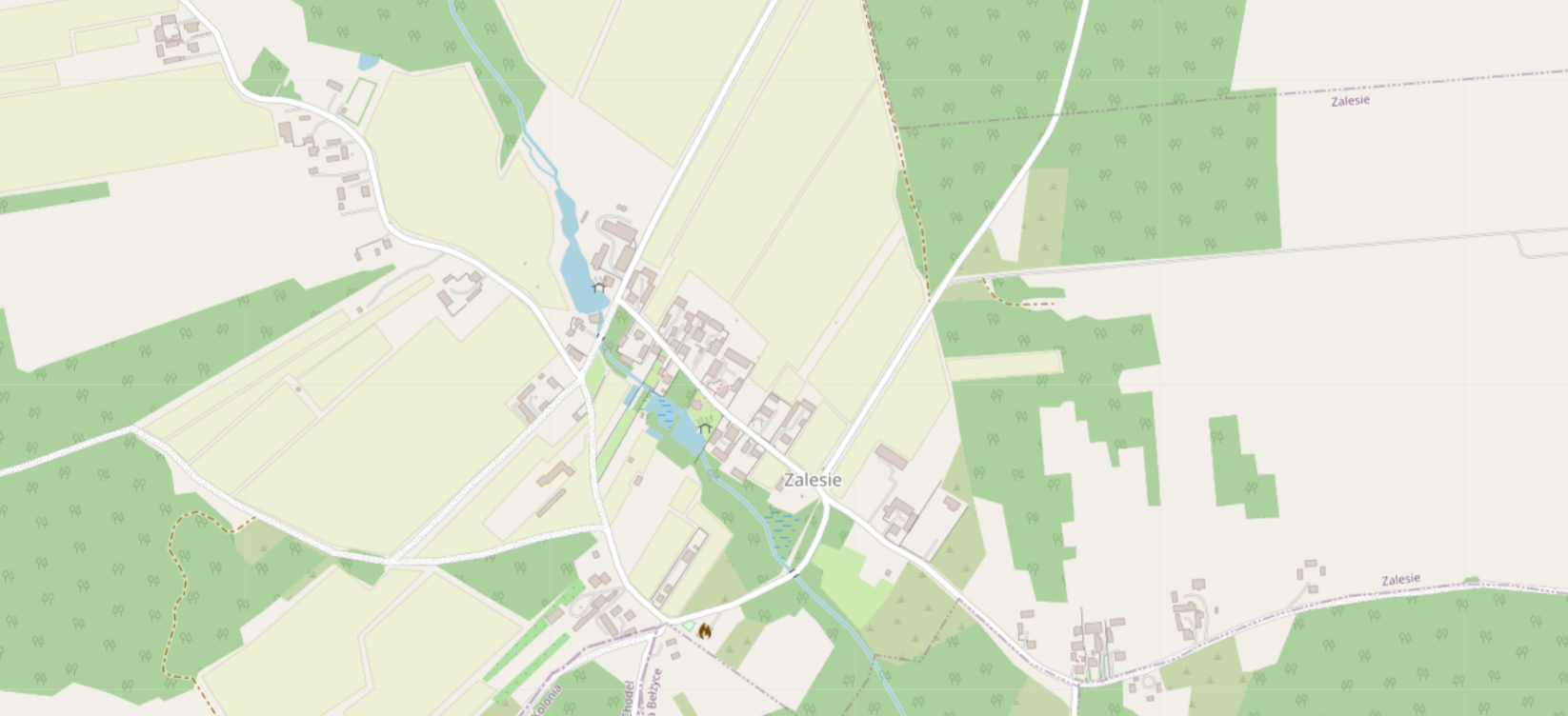
Mapa Zalesia w serwisie OpenStreetMap

## Położenie
Zalesie znajduje się na Równinie Bełżyckiej, w południowo-zachodniej części Gminy Bełżyce. Wieś jest położona na malowniczych terenach i ma szansę stać się agroturystycznym centrum gminy. Wchodzi ona w skład Chodelskiego Obszaru Chronionego Krajobrazu i razem z wsiami Kierz, Skrzyniec, Wierzchowiska Dolne oraz lasami Malinowszczyzny i Krężnicy Okrągłej jest uważana za cenny obszar przyrodniczy. Ponadto cała południowo-zachodnia część gminy uważana jest za najbardziej atrakcyjną turystycznie, cenioną za słabe zurbanizowanie, małe zaludnienie, urozmaicone użytkowanie gruntów, a także lasy i pola uprawne, poprzecinane wstęgami cieków wodnych.

## Transport
Do Zalesia prowadzą trzy główne drogi:
- od Dylążek,
- od Krężnicy Okrągłej,
- od Wierzchowisk Dolnych i Skrzyńca.

W centralnej części wsi te trzy drogi krzyżują się i stoi tam przydrożny krzyż.
Przez Zalesie nie biegnie żadna z linii autobusowych transportu zbiorowego współfinansowanego przez powiat lubelski oraz gminę Bełżyce.

## Ochotnicza Straż Pożarna
Od 1964 roku w Zalesiu funkcjonuje jednostka Ochotniczej Straży Pożarnej, którego prezesem jest sołtys wsi.

## Koło Gospodyń Wiejskich
W Zalesiu funkcjonuje Koło Gospodyń Wiejskich „Sosenki”. Działa ono w akcjach charytatywnych (np. WOŚP) oraz organizuje zabawy dla mieszkańców.
26 czerwca 2022 roku KGW „Sosenki” otrzymało podziękowanie od burmistrza miasta i gminy Bełżyce Ireneusza Łucki za „aktywne włączenie się w działania wolontariackie na rzecz osób z Ukrainy przebywających na terenie Gminy Bełżyce”.

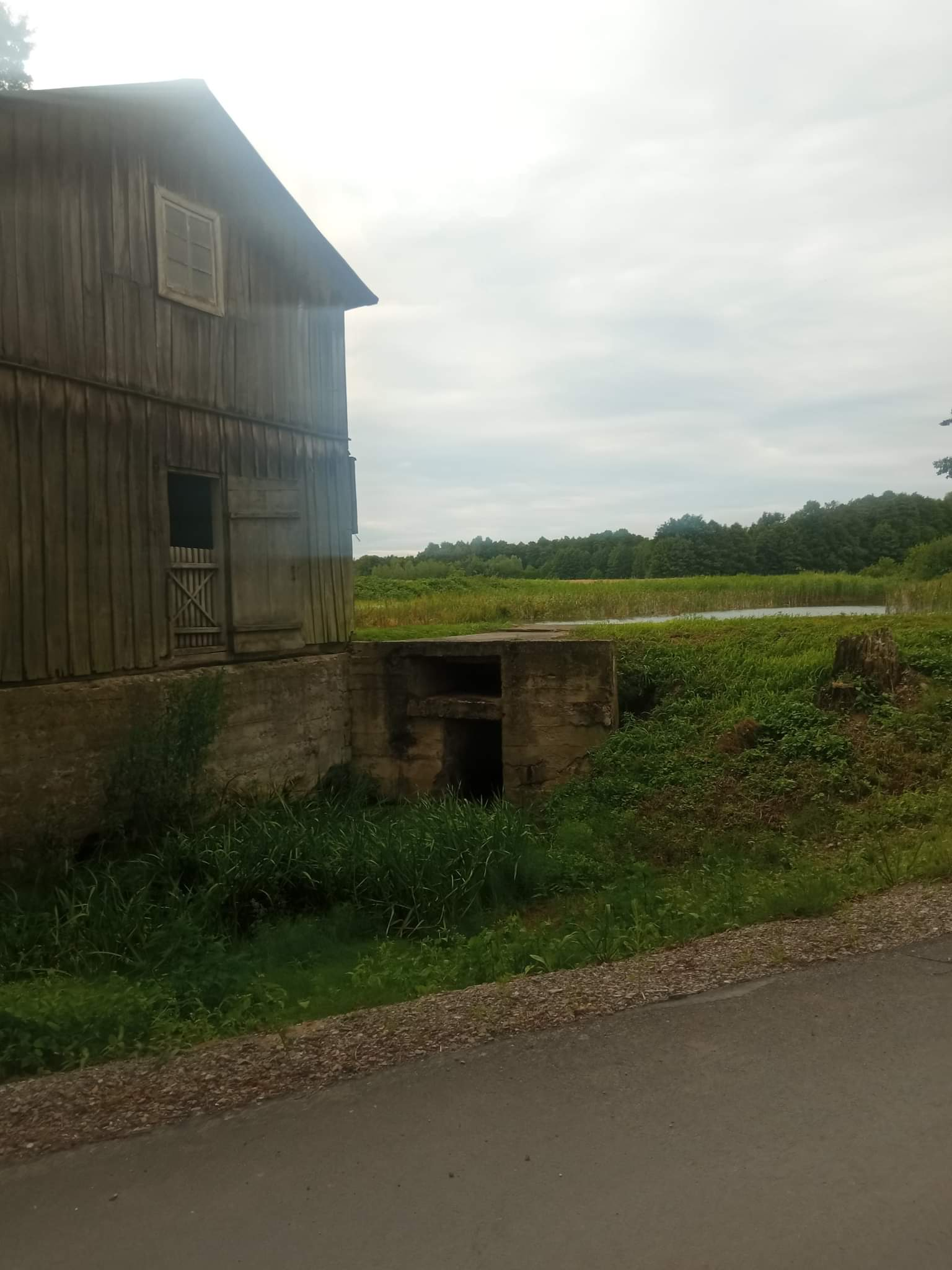
Młyn z 1924 roku
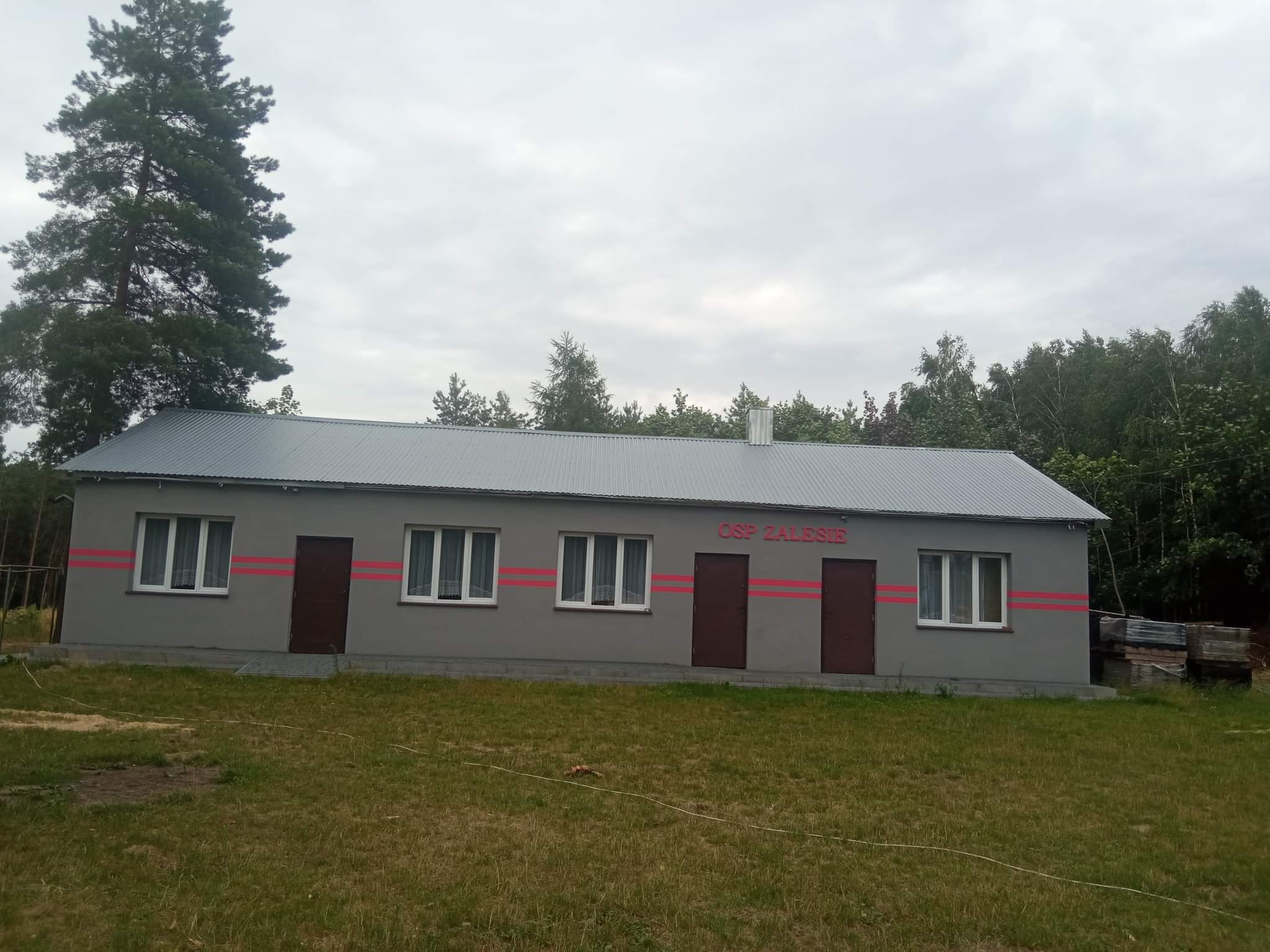
Remiza OSP
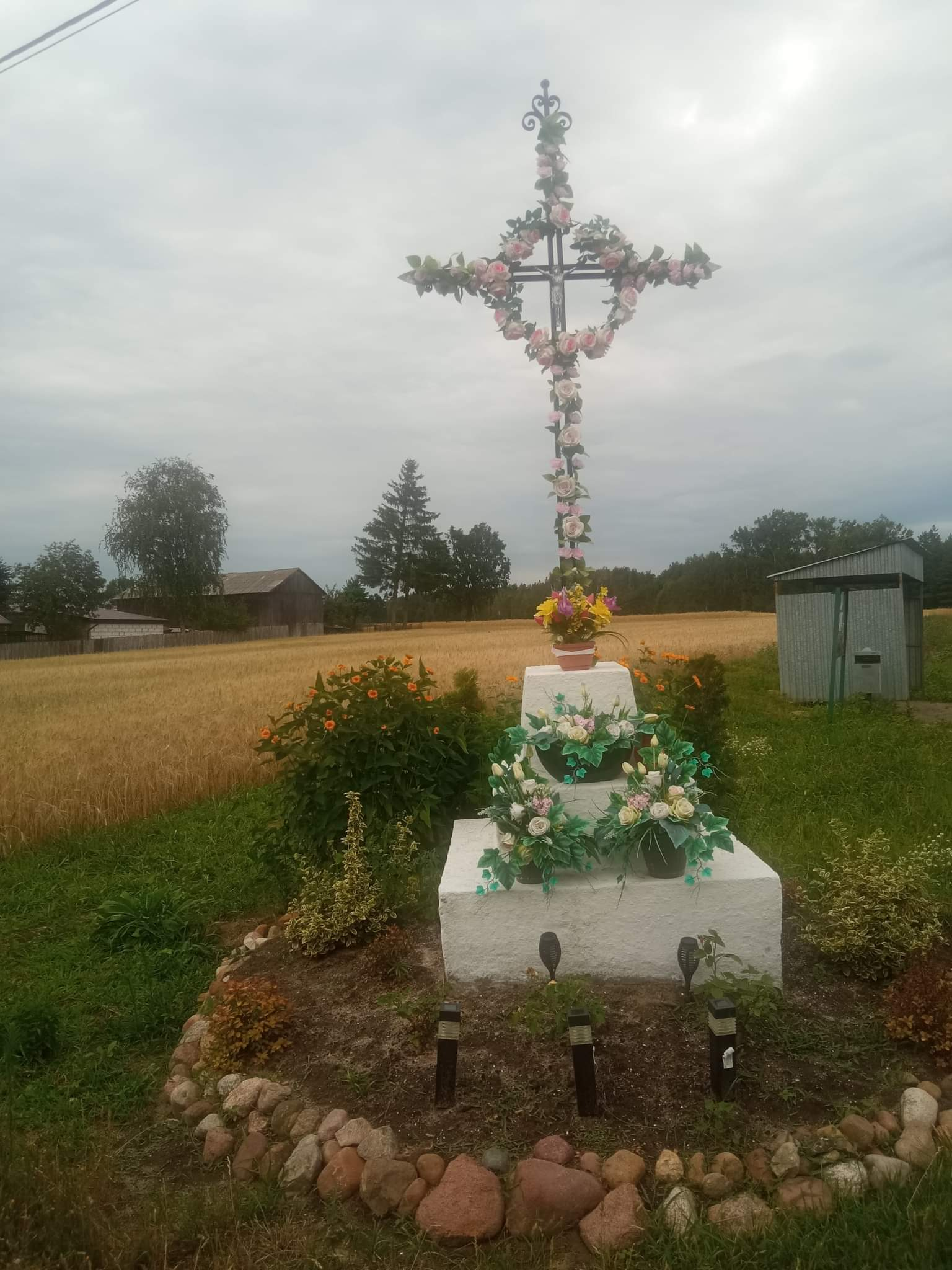
Krzyż przydrożny
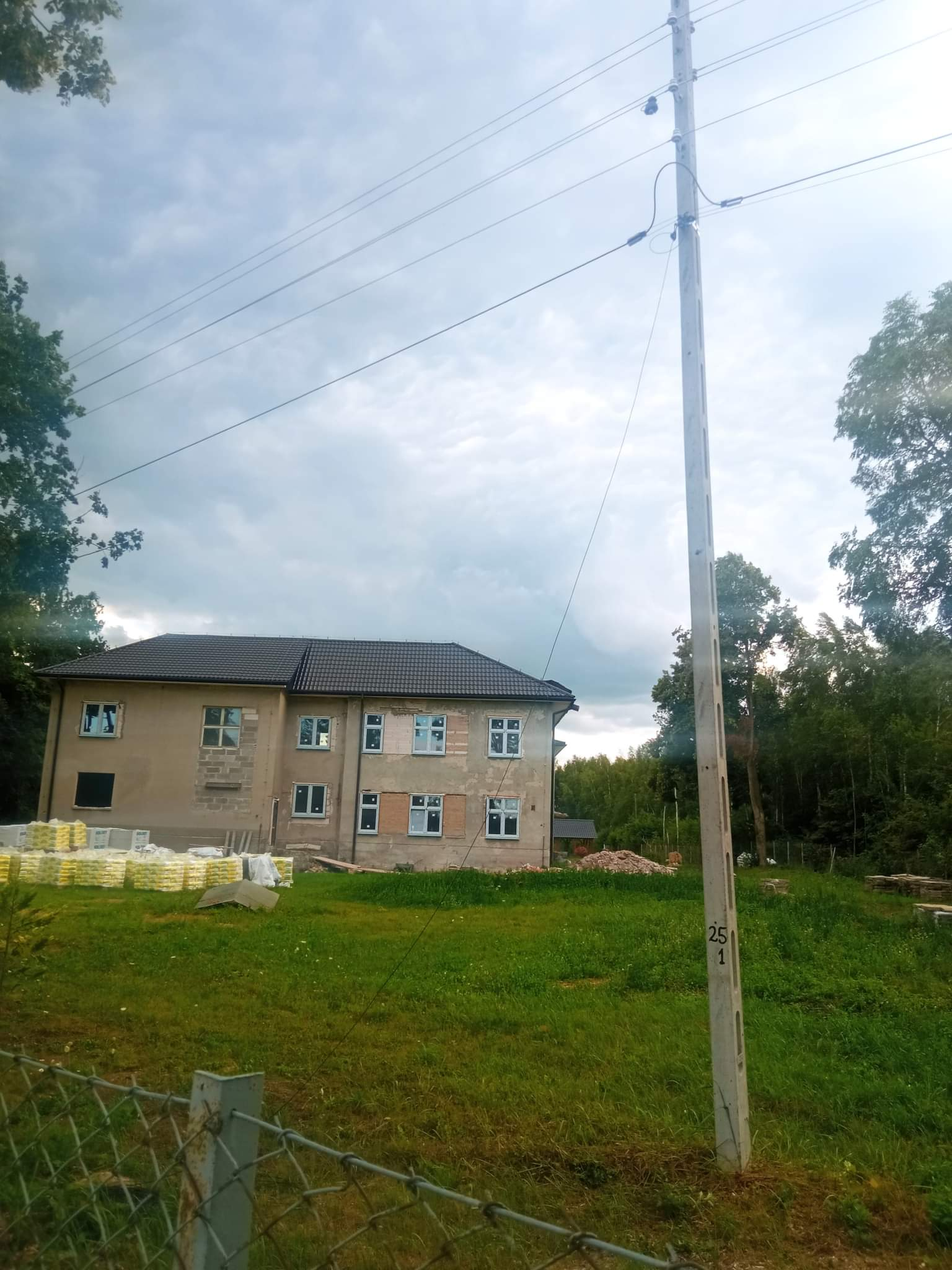
Dawna szkoła podstawowa